# 小頭睡鯊
小頭睡鯊，又名格陵蘭鯊、大西洋睡鯊、格陵蘭睡鯊、灰鯊，是一種大型鯊魚，其身形巨大，體長可以与大白鯊相提並論。小头睡鲨的居住地比任何鯊魚位於更北之地，其生活在格陵蘭和冰島周圍的北大西洋海域，是太平洋睡鯊的近親。

## 外觀

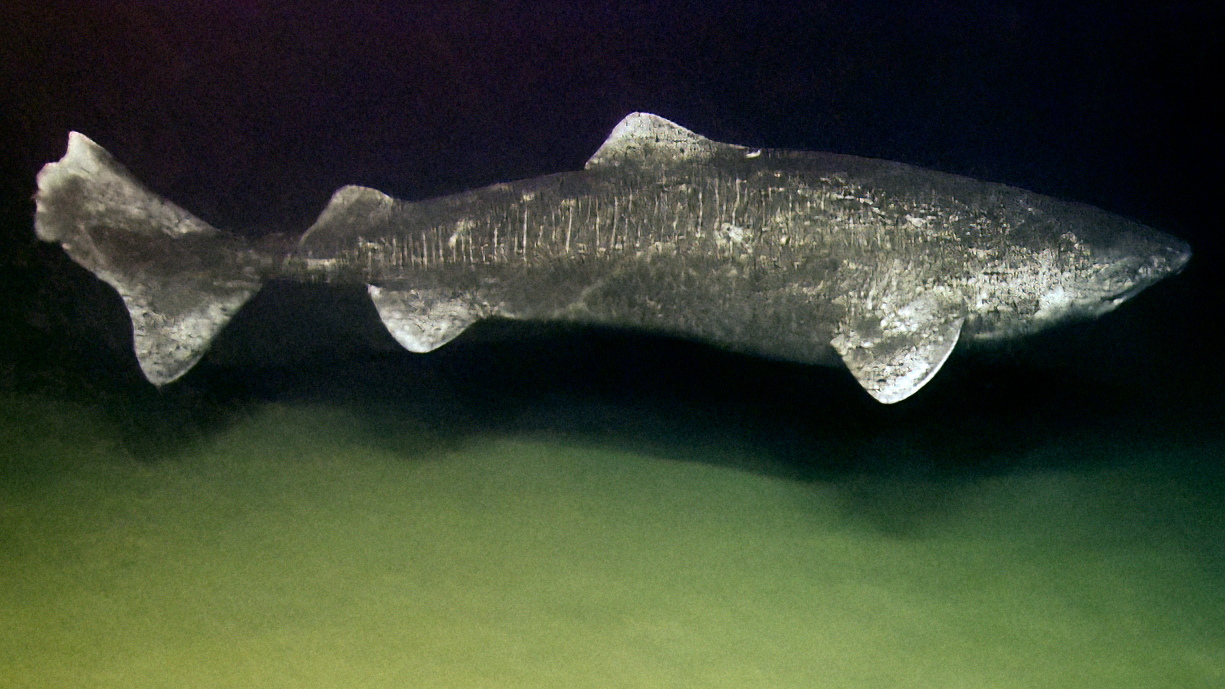
小頭睡鯊

### 大小
根據很多文獻，小頭睡鯊體長7.3米（24呎），且更成為普通大眾心目中最長的長度，但事實上很多科學家仍然為其真實的體長議論著。在1895年1月，一隻小頭睡鯊在蘇格蘭五月島（Isle of May）被獵獲，經過一番量度的工序以後，得出的結果是：長6.4米（21.3呎），重1,020公斤。這種動物的生長速度非常慢，大約每年只長1公分。

### 特徵
小頭睡鯊跟大部分的鯊魚一樣，有很典型的鰭。牠們有一個很顯著的特徵，就是其吻前突出的骨。另一个显著個特徵是牙齒很小，鼻孔很大。後一个特征可在快速行動的掠食者（鯊魚）中看到。

### 年齡
格陵蘭鯊魚壽命可達 300 - 500 歲，是地球上已知最長壽的脊椎動物，其長壽主因是，這種動物的生長速度非常慢，大約每年只長1公分，在150歲時性發育才達成熟階段。依放射性碳定年技術測得資料推算，格陵蘭鯊魚的平均年齡大約為272歲，最長壽命超過400歲。科學家說，牠們長壽的重要因素就是「慢慢長」加上「慢慢活」。

## 習性與棲息地

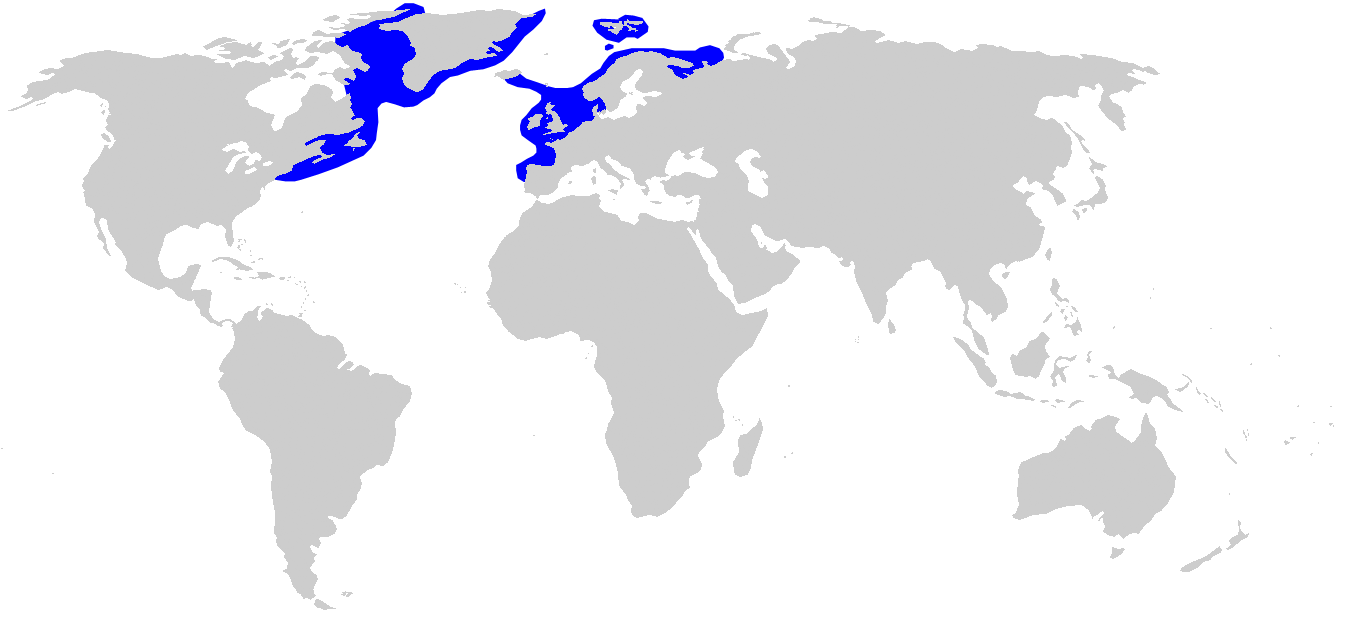
棲息地在格陵兰和冰岛周围的北大西洋海域

小頭睡鯊屬深海鯊魚，牠們居於海底達2,000米（6,600呎）之處。牠們以緩慢而出名，人類甚至僅用手就可以抓住牠們。小頭睡鯊會同類相食，牠們之所以不怕彼此肉中的毒，是因為牠們對那種鯊魚毒有抗禦能力。

### 食性
小頭睡鯊為頂級掠食者，多以魚類為食，但其狩獵行為卻從未被觀察到。所記錄到的獵物種類包括小型鯊魚、鰩、鰻、大西洋鯡、毛鱗魚、北極紅點鮭、鱈魚、金平鮋、杜父魚、圓鰭魚、狼魚及鰈。也曾在小頭睡鯊的胃中發現到海豹、北極熊、駝鹿、及（一頭完整的）馴鹿。小頭睡鯊也是食腐動物，會被水中腐肉的氣味吸引而來，時常能發現於漁船附近徘徊，牠們也曾發現會啃食海豹屍體。
雖然像小頭睡鯊如此大型的鯊魚可以輕易吞食人類，但由於牠們棲息於寒冷的水域中導致鮮少有機會接觸人類，目前並沒有任何攻擊人類的紀錄。

### 其他行為
一種寄生的管口目橈足動物（copepod）──「Ommatokoita elongata」，會在小頭睡鯊的眼部吃其角膜，這令小頭睡鯊的角膜組織損壞，造成局部失明。但並不是所有的小頭睡鯊都有這個問題出現。除此之外，研究顯示小頭睡鯊可在黑暗中感應光線。Ommatokoita elongata這種橈足動物是一種黃白色的生物，可造成生物发光，故若其在小頭睡鯊的眼中，並非全無好處，至少可以成為小頭睡鯊的獵物的誘餌。這也就是為什麼行動較小頭睡鯊迅速的獵物（如章魚等）能被其吃掉的原因了。生物學家到迄今為止仍對其繁殖和生活史知之甚少，現時所知牠們為卵胎生的，其壽命可達400年。

## 食用價值

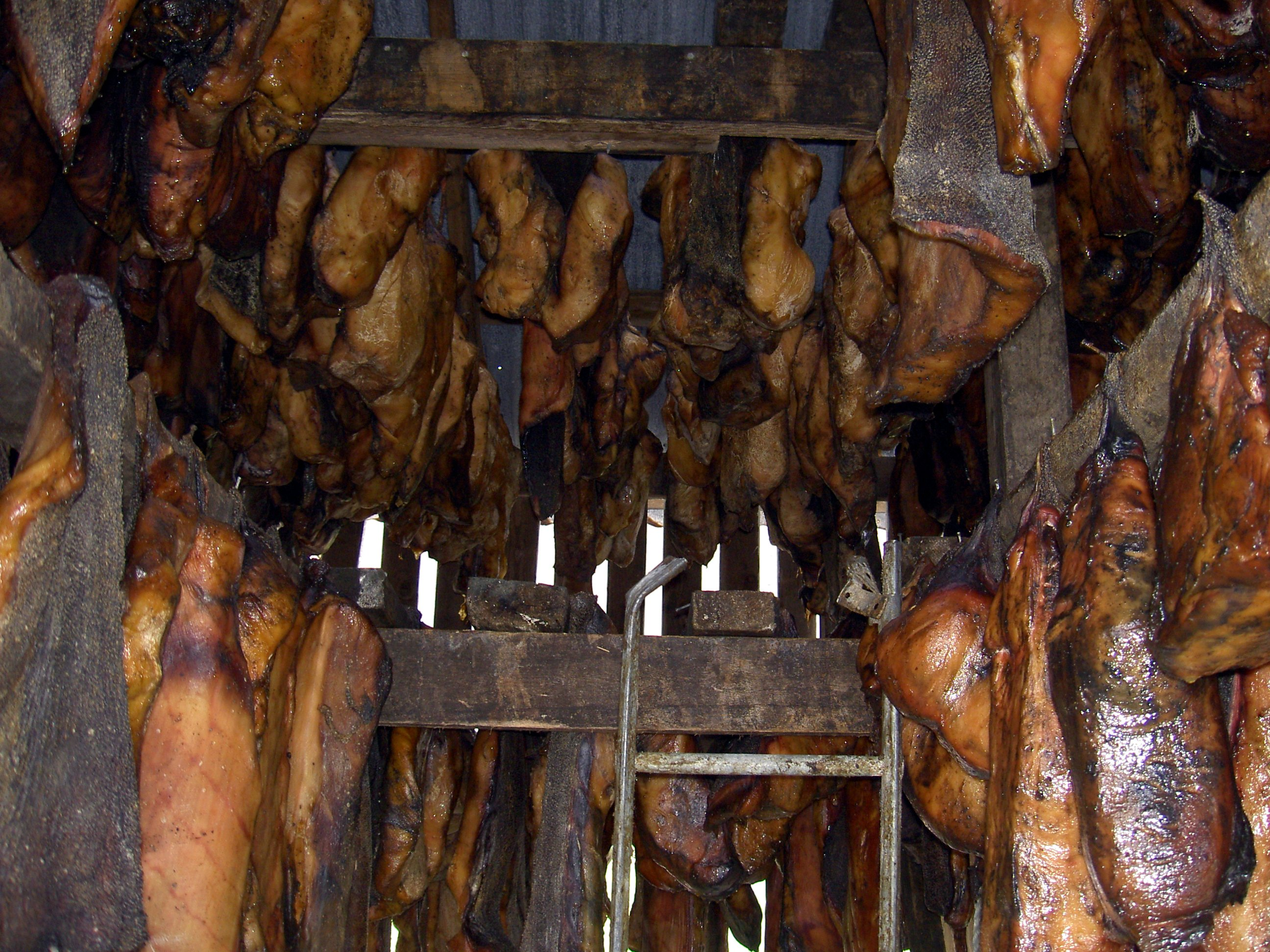
在冰岛的格陵兰鲨鱼肉或冰島發酵鯊魚肉.

新鮮的小頭睡鯊的肉是含有毒的，即很多軟骨魚類的肌肉和體液內都含有的三甲胺氧化物（trimethylamine oxide）。在經過其他動物的消化系統時，三甲胺（trimethylamine）會分離出來，對動物或人造成的效果就像喝醉了酒一般。有時，在雪地拖雪橇的狗會不小心吃了小頭睡鯊的鮮肉，由於神經毒素（neurotoxins）的影響，牠們會無法站立起來。但是，若這些肉經過水煮或風乾數月之後，其毒性會減弱。冰島和格陵蘭人很喜歡把牠們的肉放在冰雪中加以雪藏，假以時日，再拿出來吃，這種食物在冰島很常見，稱為「冰島發酵鯊魚肉」。由於牠們有一陣腐肉的臭味，所以外國人通常都不喜歡這種食品。

## 相關研究
加拿大研究人員威廉·索默（William Sommers）及其有關研究組織 小頭睡鯊及軟骨魚培植及研究組 （页面存档备份，存于）（Greenland Shark and Elasmobranch Education and Research Group，GEERG）從2001年開始，就已經在研究著夏格內河（Saguenay River）和聖羅倫斯河的小頭睡鯊。據有關的文獻和記錄，那裡的小頭睡鯊在1888年時已曾多次在夏格內河被獵或擱淺。在其他記錄中，可以發現同樣的事亦於一個世紀之前已在聖羅倫斯河發生。現時，小頭睡鯊及軟骨魚培植及研究組正對其行為進行研究，潛水員攜攝錄的設備拍攝小頭睡鯊的行為，亦有把追蹤牠們的標籤（遙測裝置）置在其身，方便對其作出研究。

### 引用
1. ↑  Kulka, D.W.; Cotton, C.F.; Anderson, B.; Derrick, D.; Herman, K. & Dulvy, N.K. . The IUCN Red List of Threatened Species (IUCN). 2020, 2020: e.T60213A124452872  [18 January 2024]. （原始内容存档于2024-08-16）.
2. ↑  《侏儸紀鯊魚》（Jurassic Shark）（2000年），由記錄及整理；在2006年8月5日發表於探索頻道
3. ↑  Yano, Kazunari; Stevens, John D.; Compagno, Leonard J. V. . Ichthyological Research. 2004, 51 (4): 360–73. doi:10.1007/s10228-004-0244-4.
4. ↑  請參閱《The Guinness Book of Animal Facts and Feats》，傑拉爾德·L·伍德（Gerald L. Wood）著，1984年
5. 1 2  .   [2016-08-12]. （原始内容存档于2019-05-26）.
6. ↑  《加拿大地理雜誌：小頭睡鯊 的存檔，存档日期2016-03-21.》（Canadian Geographic:  The Greenland Shark），擷取於2007年1月7日
7. 1 2  Yong, Ed. . The Atlantic. 11 August 2016  [15 August 2016]. （原始内容存档于2021-02-06）.
8. 1 2 3 4  Eagle, Dane. . Florida Museum of Natural History.   [26 June 2012]. （原始内容存档于2013-04-05）.
9. ↑  . CBC News. 21 November 2013  [21 November 2013]. （原始内容存档于2016-05-23）.
10. ↑  Howden, Daniel. . The Independent. 12 August 2008  [26 June 2012]. （原始内容存档于2020-11-15）.
11. ↑  請參閱《加拿大地理雜誌》（Canadian Geographic）的《搜索巨鯊》（Searching for a Monster）
12. ↑  周佩萱. . 蘋果日報. 蘋果日報. 2016年8月12日  [2016-08-12]. （原始内容存档于2017-09-14）.
13. ↑  小頭睡鯊 （页面存档备份，存于）（Somniosus microcephalus），擷取於2007年1月7日
14. ↑  佛羅里達州自然史博物館（Florida Museum of Natural History），「跟蹤神秘的小頭睡鯊 的存檔，存档日期2008-02-08.」（Tracking the Mysterious Greenland Shark），擷取於2007年1月7日
15. ↑  三甲胺氧化物 （页面存档备份，存于） - 百科探秘
16. ↑  請參考 欧洲旅游：冰岛 的存檔，存档日期2007-11-13.

## 外部連結
- 加拿大小頭睡鯊博物館官方網站
- 《科学》杂志.2016年8月12日刊文.《Eye lens radiocarbon reveals centuries of longevity in the Greenland shark (Somniosus microcephalus)》 （页面存档备份，存于）